# Leptataspis robinsoni
Leptataspis robinsoni är en insektsart som beskrevs av Victor Lallemand 1928. Leptataspis robinsoni ingår i släktet Leptataspis och familjen spottstritar. Inga underarter finns listade i Catalogue of Life.